# الطوايل (القفر)

تعديل مصدري - تعديل

الطوايل محلة تابعة لقرية الضبر، التابعة لعزلة بني سباء بمديرية القفر إحدى مديريات محافظة إب في الجمهورية اليمنية، بلغ تعداد سكانها 40 حسب تعداد اليمن لعام 2004.